# 环戊二烯二羰基碘化铁
环戊二烯二羰基碘化铁是一种有机铁化合物，化学式为(C5H5)Fe(CO)2I，可以简写为FpI。它是可溶于常见有机溶剂的棕色固体。它是制备其它有机铁化合物（如铁杂硼烷）的中间体。

## 制备
环戊二烯二羰基碘化铁可由环戊二烯二羰基铁二聚体和碘的反应制备：
Cp2Fe2(CO)4 +   I2   →   2 CpFe(CO)2I
这个化合物最初由Paulson和Hallam报道。